# 四氯化五甲基环戊二烯基铌
四氯化五甲基环戊二烯基铌是一种有机铌化合物，化学式为C10H15NbCl4，可简写为Cp*NbCl4，其中Cp*为五甲基环戊二烯。它在反应中，一个或多个氯可以被取代，如和H2C=P(NEt2)3在甲苯中反应，可以得到Cp*NbCl4(H2C-P(NEt2)3)；和Li[BH2S3]反应，得到[(Cp*Nb)3(μ-S)3(μ3-S)3(μ-S)BH]。